# Torneo preolimpico CONMEBOL 1971
Il Torneo preolimpico CONMEBOL 1971 è stata la seconda edizione del torneo.

## Formula
La formula prevedeva due turni eliminatori.
Nel primo turno eliminatorio, le 10 squadre vennero raggruppate in due gironi all'italiana da cinque squadre ciascuno. Le prime due classificate si sarebbero qualificate al secondo turno eliminatorio.
Il secondo turno eliminatorio prevedeva un girone all'italiana da quattro squadre. Le prime due classificate si sarebbero qualificate alle Olimpiadi.
L'intero torneo si svolse in Colombia.

## Primo turno eliminatorio

### Gruppo 1

#### Classifica
| Pos. | Squadra   | Pt | G | V | N | P | GF | GS | DR |
| ---- | --------- | -- | - | - | - | - | -- | -- | -- |
| 1.   | Brasile   | 6  | 4 | 2 | 2 | 0 | 4  | 2  | +2 |
| 2.   | Argentina | 5  | 4 | 1 | 3 | 0 | 5  | 3  | +2 |
| 3.   | Bolivia   | 4  | 4 | 1 | 2 | 1 | 5  | 5  | 0  |
| 4.   | Ecuador   | 3  | 4 | 0 | 3 | 1 | 4  | 5  | -1 |
| 5.   | Cile      | 2  | 4 | 0 | 2 | 2 | 1  | 4  | -3 |

#### Risultati
| Arbitro: | Velásquez |

|                 |           |                  |
| Nílson Dias 39’ | Marcatori | ?’ (aut.) Vágner |

| Cali 28 novembre 1971 | Argentina | 2 – 2 | Ecuador | Estadio Olímpico Pascual Guerrero |

|  | Ecuador | 0 – 0 | Cile |  |

| Arbitro: | Varrone |

|                                  |           |            |
| Roberto Carlos ?’ Nílson Dias ?’ | Marcatori | ?’ Saucedo |

|  | Bolivia | 2 – 1 | Ecuador |  |

| Cali 30 novembre 1971 | Brasile | 0 – 0 | Argentina | Estadio Olímpico Pascual Guerrero\| Arbitro: \| Barreto \| |
| Arbitro:              | Barreto |       |           |                                                            |

|  | Bolivia | 1 – 1 | Cile |  |

| Cali 2 dicembre 1971 | Argentina | 2 – 0 | Cile | Estadio Olímpico Pascual Guerrero |

| Medellín 5 dicembre 1971 | Argentina | 1 – 1 | Bolivia | Estadio Atanasio Girardot |

| Arbitro: | Pérez |

|                |           |  |
| Nílson Dias ?’ | Marcatori |  |

### Gruppo 2

#### Classifica
| Pos. | Squadra   | Pt | G | V | N | P | GF | GS | DR  |
| ---- | --------- | -- | - | - | - | - | -- | -- | --- |
| 1.   | Perù      | 7  | 4 | 3 | 1 | 0 | 7  | 2  | +5  |
| 2.   | Colombia  | 6  | 4 | 2 | 2 | 0 | 5  | 2  | +3  |
| 3.   | Paraguay  | 4  | 4 | 1 | 2 | 1 | 6  | 4  | +2  |
| 4.   | Uruguay   | 3  | 4 | 1 | 1 | 2 | 4  | 4  | 0   |
| 5.   | Venezuela | 0  | 4 | 0 | 0 | 4 | 1  | 11 | -10 |

#### Risultati
| Bogotà 26 novembre 1971                                                 | Colombia  | 2 – 1 referto     | Uruguay | Estadio Nemesio Camacho |
| \| \| \| \| \| Andrade ?’ Morón ?’ \| Marcatori \| ?’ (aut.) Moncada \| |           |                   |         |                         |
|                                                                         |           |                   |         |                         |
| Andrade ?’ Morón ?’                                                     | Marcatori | ?’ (aut.) Moncada |         |                         |

| Bogotà 1971 | Perù | 1 – 0 | Uruguay | Estadio Nemesio Camacho |

| Bogotà 28 novembre 1971                          | Colombia  | 2 – 0 referto | Venezuela | Estadio Nemesio Camacho |
| \| \| \| \| \| Andrade ?’, ?’ \| Marcatori \| \| |           |               |           |                         |
|                                                  |           |               |           |                         |
| Andrade ?’, ?’                                   | Marcatori |               |           |                         |

| Bogotà 1971 | Paraguay | 1 – 1 | Uruguay | Estadio Nemesio Camacho |

| Bogotà 1º dicembre 1971                              | Colombia  | 1 – 1 referto | Perù | Estadio Nemesio Camacho |
| \| \| \| \| \| Morón ?’ \| Marcatori \| ?’ Larios \| |           |               |      |                         |
|                                                      |           |               |      |                         |
| Morón ?’                                             | Marcatori | ?’ Larios     |      |                         |

| Bogotà 3 dicembre 1971 | Paraguay | 4 – 1 referto | Venezuela | Estadio Nemesio Camacho |

| Bogotà 1971 | Perù | 2 – 1 | Paraguay | Estadio Nemesio Camacho |

| Bogotà 1971 | Uruguay | 2 – 0 | Venezuela | Estadio Nemesio Camacho |

| Bogotà 1971 | Perù | 3 – 0 | Venezuela | Estadio Nemesio Camacho |

| Bogotà 5 dicembre 1971 | Colombia | 0 – 0 referto | Paraguay | Estadio Nemesio Camacho |

## Secondo turno eliminatorio

### Classifica
| Pos. | Squadra   | Pt | G | V | N | P | GF | GS | DR |
| ---- | --------- | -- | - | - | - | - | -- | -- | -- |
| 1.   | Brasile   | 5  | 3 | 2 | 1 | 0 | 3  | 1  | +2 |
| 2.   | Colombia  | 3  | 3 | 0 | 3 | 0 | 2  | 2  | 0  |
| 3.   | Argentina | 2  | 3 | 0 | 2 | 1 | 2  | 3  | -1 |
| 4.   | Perù      | 2  | 3 | 0 | 2 | 1 | 1  | 2  | -1 |

### Risultati
| Arbitro: | Ortubé |

|               |           |            |
| Marquinhos ?’ | Marcatori | ?’ Andrade |

| Bogotà 7 dicembre 1971 | Argentina | 1 – 1 | Perù | Estadio Nemesio Camacho |

| Arbitro: | Rodríguez |

|         |           |  |
| Zico ?’ | Marcatori |  |

| Bogotà 9 dicembre 1971 | Colombia | 0 – 0 referto | Perù | Estadio Nemesio Camacho |

| Arbitro: | Silvagno |

|          |           |  |
| Enéas ?’ | Marcatori |  |

| Bogotà 11 dicembre 1971                                          | Colombia  | 1 – 1 referto       | Argentina | Estadio Nemesio Camacho |
| \| \| \| \| \| Andrade ?’ \| Marcatori \| ?’ (aut.) Rodríguez \| |           |                     |           |                         |
|                                                                  |           |                     |           |                         |
| Andrade ?’                                                       | Marcatori | ?’ (aut.) Rodríguez |           |                         |